# 安寧区
安寧区（あんねい-く）は中華人民共和国甘粛省蘭州市に位置する市轄区。
黄河北岸にあり、七里河区と河を隔てて向かい合う。安寧区には蘭州鉄道学院・西北師範大学・甘粛農業大学など蘭州市内の大学が多数集中する。その他蘭州の重要な軍工廠もこの区へ集中する。土地面積の広さから、より一層の発展が期待されている。

## 行政区画
8街道・2鎮を管轄し、その下部に57社区居委会を構成する：
- 街道弁事処
  - 培黎街道
    - 5社区：建寧路、向陽村、西北師大、甘鋁、培黎

  - 西路街道
    - 8社区：水掛荘、費家営、万里、蘭飛、陽光、棗林路、長風、交大

  - 沙井駅街道
    - 4社区：歯輪廠、元台子、西沙、景宜家園

  - 十里店街道
    - 7社区：橋頭、南街、保安堡、園芸、和平、黄河家園、洄水湾

  - 孔家崖街道
    - 6社区：廖家荘、劉家荘、孔家崖、王家荘、水掛荘、科苑

  - 銀灘路街道
    - 10社区：農大、石磊荘、葛家巷道、乱荘、上荘、前荘、宝興荘、李家荘、営門灘、銀灘路

  - 劉家堡街道
    - 6社区：馬家荘、城院、幸福里、福興南、太和、劉家堡

  - 安寧堡街道
    - 11社区：桃林路、黄家灘、南門、紅芸、東門、西街、東街、河澇坡、桃林、河山郡、金安東
- 鎮
  - 忠和鎮
  - 九合鎮